# Heinz Haller
Heinz Haller (* 19. März 1914 in Schwenningen; † 13. Juni 2004 in Stäfa, Schweiz) war ein deutscher Wirtschaftswissenschaftler und Staatssekretär.

## Leben
Haller, evangelisch, wurde als Sohn eines Opernsängers geboren und wuchs in einer kunstbegeisterten Familie auf. Ab 1939 war er mit Hildegard, geb. Maurer, verheiratet. Er hatte einen Sohn Gert-Rüdiger (1944–2010) und eine Tochter Bettina (geb. 1950). Haller war Musik- und Kunstfreund und Träger des Großen Bundesverdienstkreuzes. Er starb am 13. Juni 2004 im Alter von 90 Jahren in seiner Schweizer Wahlheimat Stäfa am Zürichsee. In ihrem Nachruf schrieb die Neue Zürcher Zeitung, die deutschsprachige Finanzwissenschaft verliere „einen ihrer wichtigsten Vertreter der Nachkriegszeit“.

## Ausbildung und Militärdienst
Nach dem Abitur an der Oberrealschule Schwenningen studierte Haller Volkswirtschaftslehre und Finanzwissenschaft an der Universität Tübingen, wo er mit dem Examen zum Diplom-Volkswirt (1935) und der Promotion zum Dr. rer. pol. (1936) abschloss. Von 1936 bis 1938 absolvierte er den Militärdienst. Nach kurzer Tätigkeit in der Buch- und Bilanzprüfung der Schwäbischen Treuhand AG, Stuttgart, musste er im Dezember 1939 erneut den Militärdienst antreten. Im Juli 1945 kehrte er aus der Kriegsgefangenschaft zurück.

## Berufstätigkeit als Universitätsprofessor
Nach seiner Rückkehr nahm Haller für kurze Zeit seine Arbeit bei der Schwäbischen Treuhand AG wieder auf, entschied sich dann aber für eine Hochschullaufbahn und wurde 1946 wissenschaftlicher Assistent an der Universität Tübingen, wo er nach seiner Habilitation ab 1948 als Privatdozent tätig war. 1953 wurde Haller außerplanmäßiger Professor in Tübingen, ein Jahr später folgte er einem Ruf als ordentlicher Professor für Volkswirtschaftslehre und Finanzwissenschaft der Christian-Albrechts-Universität zu Kiel nach Kiel. Von 1957 bis 1967 war Haller Professor seines Fachgebietes an der Universität Heidelberg. Aus dieser Zeit stammt seine wohl bekannteste Arbeit Finanzpolitik, mit der Haller einer der Begründer der modernen Finanzwissenschaft wurde, die den Fiskus in den allgemeinen Wirtschaftskreislauf einbettet und sich nicht mehr wie die klassische Staatswirtschaftslehre als „hoheitlich über den Bürgern schwebend“ versteht. 1967 nahm Haller einen Ruf auf einen Lehrstuhl und als Leiter des dortigen Wirtschaftswissenschaftlichen Instituts an die Universität Zürich an, um mehr Zeit und Ruhe für konzentrierte wissenschaftliche Arbeit zu haben, als sie der hektische Reformbetrieb an den deutschen Universitäten ihm gelassen hatte. 1968 wurde Haller vom damaligen Bundesfinanzminister Franz Josef Strauß in die unabhängige Expertenkommission zur Vorbereitung der Steuerreform berufen. Nach seiner Tätigkeit als Staatssekretär im Bundesfinanzministerium, während der er in einem verkürzten Umfang seinen Lehrauftrag erfüllte, war Haller 1972 wieder voll als Lehrer und Forscher in Zürich tätig. Daneben wirkte er weiterhin in den wissenschaftlichen Beiräten beim Bundesministerium der Finanzen und beim Bundesministerium für Wirtschaft mit. Im Oktober 1981 wurde er in Zürich emeritiert, blieb aber auch im Ruhestand aktiv und nahm verschiedentlich in Zeitungsbeiträgen zu aktuellen wirtschafts- und finanzpolitischen Fragen Stellung.

## Tätigkeit als Staatssekretär
Vom 15. April 1970 an – zeitlich befristet bis 1972 – nahm Haller das Amt eines zweiten Staatssekretärs im Bundesfinanzministerium an. Sein besonderer Auftrag bestand darin, die geplante Steuerreform, für die bereits eine Arbeitsgruppe des Ministeriums gebildet und tätig geworden war – unter Aufrechterhaltung der Verbindung mit der Steuerkommission – vorzubereiten und zur Entscheidungsreife zu bringen. Nach dem Rücktritt von Bundesfinanzminister Alex Möller im Mai 1971 war Haller auf Wunsch des Nachfolgers, Karl Schiller, zunächst im Amt geblieben. Jedoch kam es in der Folge zu Differenzen zwischen Haller und Minister Schiller, die Haller schließlich am 28. Februar 1972 zum Rücktritt von seinem Amt als Staatssekretär bewogen. Zu diesem Zeitpunkt lagen bereits Gesetzentwürfe für eine neue Abgabenordnung und für die Reform der Vermögensteuer, der Erbschaftsteuer und der Grundsteuer sowie Referentenentwürfe für eine neue Einkommensteuer und eine neue Körperschaftsteuer (Anrechnungsverfahren) vor. Zu einer Realisierung dieser Reformpläne kam es 1974 (Vermögensteuer, Erbschaftsteuer, Grundsteuer), 1975 (partielle Reform der Einkommensteuer) und 1977 (Abgabenordnung und Körperschaftsteuer).

## Werke (Auswahl)
- Gibt es eine Lohntheorie?, Tübingen 1936
- Typus und Gesetz in der Nationalökonomie, Stuttgart/Köln 1950
- Finanzpolitik – Grundlagen und Hauptprobleme, Tübingen 1957 (5. Aufl. 1972)
- Die Steuern – Grundzüge eines rationalen Systems öffentlicher Abgaben, Tübingen 1964
- Zur Problematik eines rationalen Steuersystems, Kiel 1965
- Das Problem der Geldwertstabilität, 1966 (2. Aufl. 1971)
- Zur Frage der zweckmäßigen Gestaltung gemeindlicher Steuern, Frankfurt am Main 1987
- Selten vom Glück verlassen. Lebenserinnerungen, 1992